# Vis vitalis
A szerves kémia kialakulásának egyik fő állomása a vis vitalis (latin kifejezés, „életerő”) elmélete volt. Az 1800-as évek elejéig az akkori tudósok úgy gondolták, hogy a szerves vegyületeket nem lehet előállítani egyszerű kémiai reakció segítségével, mivel azok csak élő szervezetekben alakulhatnak ki életerő segítségével. Az életerő-elmélet nem élt sokáig, mivel 1824-ben Friedrich Wöhler oxálsavat állított elő diciánból, majd 1828-ban karbamidot ammónium-cianátból egyszerű kémiai reakció segítségével. Így ezzel megdőlt az életerő-elmélet, megkezdődött a szerves kémia fejlődése.

## Definíció
A kémiát a 19. század elején, Jöns Jakob Berzelius svéd kémikus két nagy csoportra osztotta, szervetlen (anorganikus) és szerves (organikus) kémiára. A szervetlen kémia az ásványi eredetű vegyületekkel foglalkozik, míg a szerves kémia a szénvegyületek kémiája. Az akkori nézetek szerint szerves vegyületeket egyszerű kísérleti úton nem lehet előállítani, mert azok csak egy élő szervezetben, életerő (vis vitalis) segítségével alakulhatnak ki.

## Az elmélet megdöntője
A vis vitalis elméletet Friedrich Wöhler (1800–1882) döntötte meg. Wöhler egy német vegyész volt, aki nem csak arról híres, hogy megcáfolta a fent definiáltakat, hanem még az alumínium előállításához is eljárást dolgozott ki. Az említett elméletet először 1824-ben döntötte meg, az oxálsav (sóskasav) előállításával, majd 1828-ban ismét, a karbamiddal, amelyet két, tipikusan szervetlen só reagáltatásával, kálium-cianát és ammónium-klorid segítségével állított elő.

### Reakcióegyenletek
Az oxálsav előállításának egyenlete (1824):
{\displaystyle \mathrm {NC{-}CN+H_{2}O\rightarrow HOOC{-}COOH} }
dicián + víz → oxálsav
A karbamid előállításának egyenlete (1828):
{\displaystyle \mathrm {KCNO+NH_{4}Cl\rightarrow [KCl+NH_{4}CNO]\rightarrow KCl+NH_{2}{-}CO{-}NH_{2}} }
kálium-cianát + ammónium-klorid → kálium-klorid + karbamid